# Bolagsorgan
Bolagsorganen är organisatoriska enheter i aktiebolag vars uppgift är att upprätthålla vissa centrala funktioner i aktiebolaget. Genom att inrätta permanenta enheter med fastställda roller, uppgifter och ansvar kan aktiebolaget skötas på ett öppet och förutsägbart sätt. Ett organ kan således definieras som en formell juridisk enhet som upprättats genom lag, självreglering eller genom beslut i ett annat överordnat organ. 
I den traditionella aktiebolagsrätten enligt aktiebolagslagen finns fyra övergripande bolagsorgan – bolagsstämma, styrelse, VD och revisor – men den moderna bolagsstyrningen enligt svensk kod för bolagsstyrning kompletterar med tre ytterligare organ: valberedning, ersättningsutskott och revisionsutskott. Utöver dessa sju finns även andra mindre centrala och tillfälliga organ som kan fylla specifika uppgifter i underordnad ställning till de övergripande enheterna.